# L'Ivresse d'une Oasis
 L'Ivresse d'une Oasis  es una película documental coproducción de Comoras, Bélgica y Francia filmada en colores dirigida por Hachimiya Ahamada sobre su propio guion que se estrenó el 19 de marzo de 2015 en Reunión.

## Sinopsis
Una comoriana que vive en Francia vuelve a su país natal después de la muerte de su padre, visita la casa que él estaba haciendo construir para toda la familia, se entrevista con varios personajes locales y busca a un primo en Mayotte. Sus diálogos además de referirse a la historia familiar, investigan sobre los exilios, las relaciones entre los que se quedan y los que van, los sentimientos de quienes finalmente tienen lazos en una y otra parte-

## Críticas
El sitio web shangols escribió sobre el filme:

” Quizás sea más interesante o digamos un poco menos esperado el discurso de este hombre de experiencia que tiene a la vez una especie de apego a Francia ( refirma que las "Comoras" la necesitan) y a continuación expone que si Francia no los quiere, las Comoras  se van definitivamente ... Una especie de no puedo vivir contigo o sin ti … Hachimya …emite esta muy bonita idea: "¿Es Francia la que empuja [a los isleños de las Comoras] a alcanzar este sueño que finalmente nos pone a todos en tránsito? en alguna parte?"